# Conus sutoreanus
Conus sutoreanus é uma espécie de gastrópode do gênero Conus, pertencente à família Conidae.